# Kargowa
Kargowa (in tedesco Unruhstadt) è un comune urbano-rurale polacco del distretto di Zielona Góra, nel voivodato di Lubusz.
Ricopre una superficie di 128,47 km² e nel 2004 contava 5 782 abitanti.